# Палаццо Канчеллерія
Палаццо делла Канчеллерія (від італ. Palazzo della Cancelleria) — палац в Римі. Він був побудований на початку епохи Відродження і є з 1929 року екстериторіальною територією за статусом, що регулюється Латеранськими договорами. Палац містить у собі повністю давнішу базиліку Сан Лоренцо в Дамасо.

## Розташування
Палац розташований в районі Паріоне поблизу Кампо деї Фйорі. Він межує на півночі з Корсо Вітторіо Емануеле II, а на сході обмежений площею Piazza della Cancelleria. Уздовж південної сторони проходить Via del Pellegrino.

## Історія
У 4 столітті папа Дамасій I будує біля церкви Сан Лоренцо в Дамасо новий палац кардиналів. У середині 15 ст. кардинал Лодовіко Тревізан (Ludovico Trevisan) його добудовує та реставрує.
Нинішній палац був побудований з 1485 по 1511 для кардинала Раффаеле Ріаріо. Вартість будівництва 180.000 екю, з них 60.000 Ріаріо виграв у Franceschetto Cybo. Невідомо, хто був архітектором, що створив первісний проект. Андреа Бреньо також ж відомий у співпраці Браманте. Крім того Франческо ді Джорджіо Мартіні і Баччо Понтеллі також можливі як автори-архітектори. Крім того, існує думка, що проект Леона Баттіста Альберті, який помер у 1472 році також був використаний, який призначався для реконструкції площі Святого Петра і Борґо. Джорджо Вазарі у біографії Браманте висловив думку, що останній міг би брати участь у проекті. Браманте, однак, лише з 1499 оселився в Римі. В іншому місці, приписує Вазарі будівництво Канчеллерія Антоніо да Монте Кавалло. Фасад був завершений у 1495 році, кардинал Ріаріо переїхав до палацу один рік по тому, завершення крила закінчено у 1511.

## Фасад

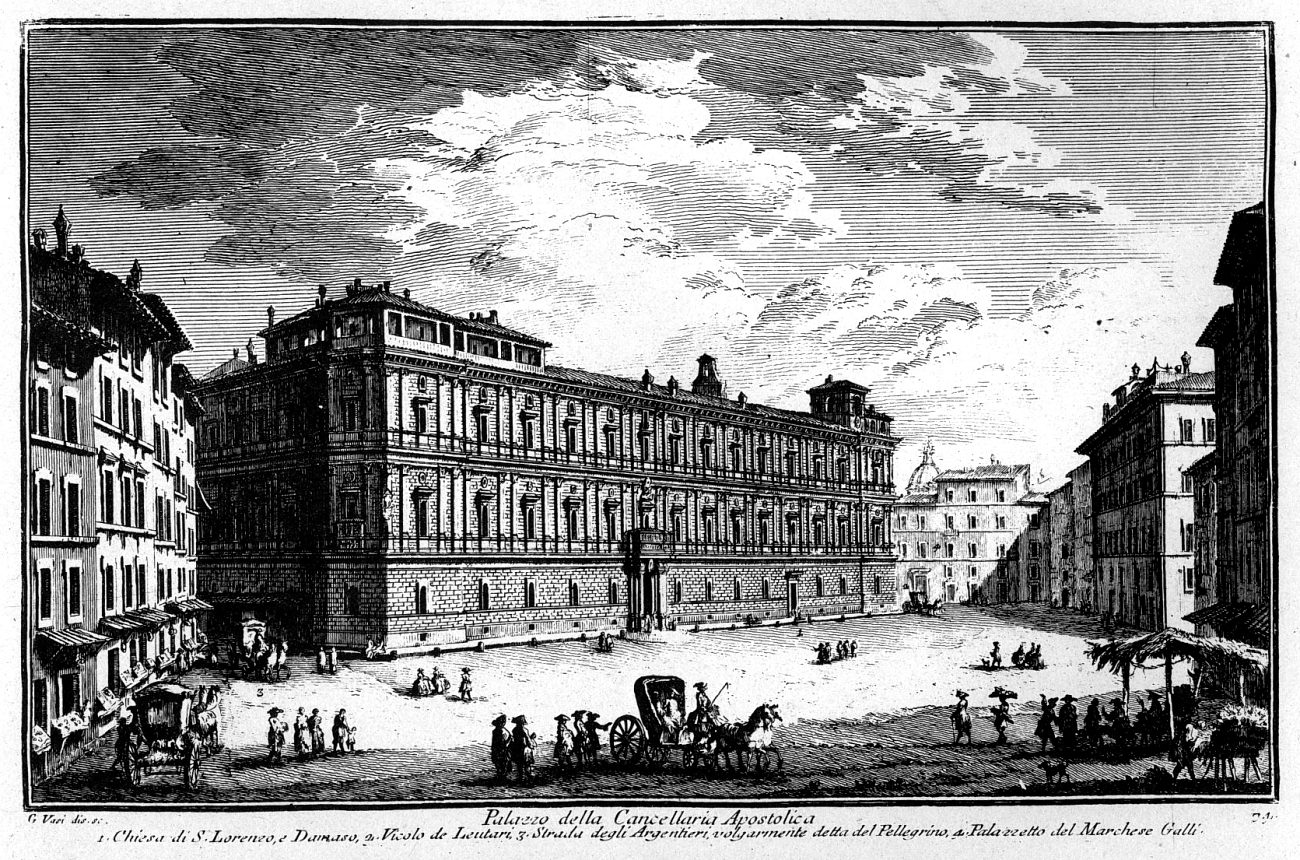
Гравюра Джузеппе Вазі

Головний фасад (східна сторона, на Пьяцца делла Канчеллерія) був побудований з травертину, який виходить від Колізею та Арки імператора Адріана. Інші сторони є (за винятком пілястр, карнизів та віконних рам) з жовтого пісковику. На головному фасаді церкви Сан-Лоренцо в Дамасо це вже не зовсім видно. На першому поверсі кладка з тесаного каменю з відносно невеликими, арочними вікнами. Двір палацу був створений лише у 1589 Доменіко Фонтана за розпорядженням кардинала Алессандро Фарнезе. Два верхніх поверхи мають подвійний набір пілястр на п'єдесталах. Між пілястрами встановлені високі круглі вікна (на першому поверсі, другий має прямокутні вікна, над яким знову були вставлені малі арочні вікна), розподіл пілястр на фасаді йде за золотим перетином. На стороні «Корсо Вітторіо Емануеле II» зроблено незначні зміни, розподіл пілястр не дотримуються попереднього принципу.

## Внутрішній двір

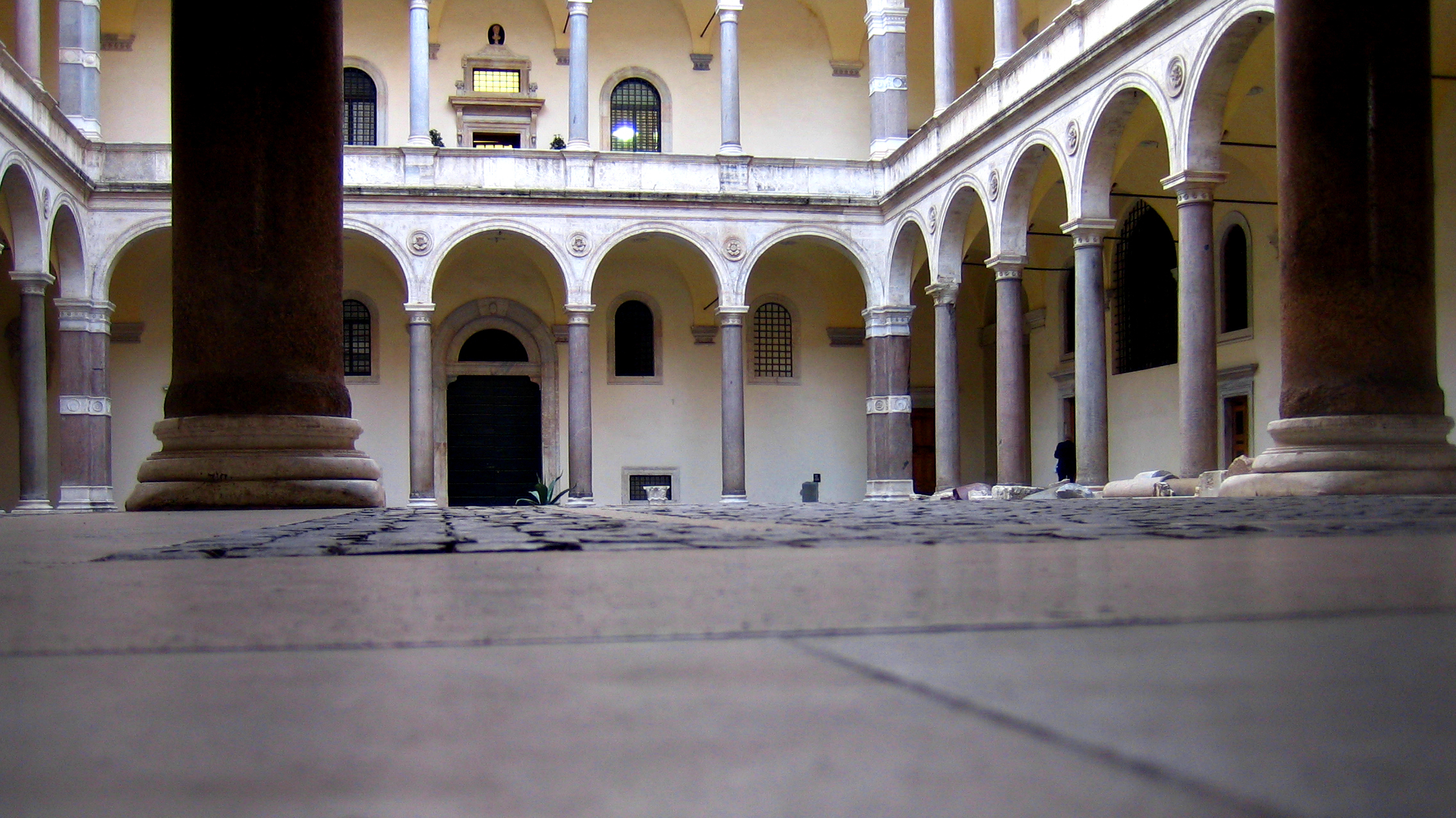
Внутрішній двір

У дворі переважають круглі арки на двох нижніх поверхах. Тут використані 44 колони з церкви Сан-Лоренцо в Дамасо, оточеної палацом, також припускають, що деякі з них є від театру Помпея, або Терм Діоклетіана. На третьому поверсі двору додано до зовнішнього фасаду аналогічні пілястри між малими прямокутними вікнами і над ними арочні вікна ще раз.

## Інтер'єр
Із закритих приміщень слід особливо відзначити два: перше — каплиця на першому поверсі, оформлена і у 1550 р. художником доби маньєризму Франческо Сальвіаті. З художньої точки зору найважливішою є кімната Sala Dei Cento Giorni (Зал сто днів). Цей зал був створений (так як і портал) за розпорядженням кардинала Алессандро Фарнезе, (художник — Джорджо Вазарі) у 1546 р. Він отримав назву через вимогу кардинала Фарнезе Вазарі завершити стінопис у сто днів. Алегоричні фрески прославляють життя і подвиги папи Павла III. (дід кардинала Фарнезе). Ініціатива зображення на картинах походить від Паоло Джовіо, який також виступав посередником між кардиналом Фарнезе та художником Вазарі. Вазарі місцями вдавався до творів Мікеланджело в Капелі Медічі у Флоренції і фресок Рафаеля у Станцях. Через менший портал головного фасаду (праворуч) веде прохід всередину церкви Сан-Лоренцо в Дамасо, яка була інтегрована в палац.

## Подальша історія
Палац залишався недовго в розпорядженні забудовника. Кардинал Ріаріо втратив його через його участь у заколоті 1517 р. проти Медічі. Папа Лев X передав палац курії, апостольської канцелярії і палац використовували як місце перебування кардинал — диякона Сан-Лоренцо в Дамасо. Від 1789 до 1799 року уряд Республіки Рим перебував у палаці, після чого він знову використовувався як апостольська канцелярія. Тільки з 1848 по 1849 було перерви, тоді як італійський революційний парламент зібрався знову тут. Сьогодні Рота і Верховний трибунал апостольскої сигнатури мають свої штаб-квартири в палаці.
У 1938 тут був виявлена гробниця Авла Гіртіуса.